# Каспер Нагай
Каспер Нагай (пол. Kasper Nahaj, лат. Gaspar Nahaius; нар. в сер. XVI століття — пом. 6 грудня 1613, Сандомир) — єзуїтський місіонер і богослов татарського (судячи з прізвиська, ногайського) походження, учасник Берестейського собору.  
Спричинивсь, зосібна, до навернення в лоно римо-католицької церкви низки руських (vel українських) князів. Прослинув як «апостол Русі».  

## Життєпис
Іще хлопчаком він діставсь у бран к подільському воєводі Єжи Язловецькому, коли під час татарського наскоку люди того розбили якийсь чамбул. Був охрещений і виховувався при магнатському дворі Яна Тарновського. Відданий до школи в Переворську, де вчивсь протягом 7 років граматики й гуманітарних наук, стільки ж студіював у Краківській академії, де здобув ступінь бакалавра. Слухав приватні курси філософії в Римі, пізніше долучився к ордену єзуїтів (21 вересня 1582) й, відбувши пробацію, вступив до Collegium Romanum, де, своєю чергою, упродовж 3 літ опановував богослов'я.
В 1584 на запрошення латинського архієпископа Яна Димітра Соліковського до Львова прибули перші 5 єзуїтів, серед них Каспер й Бенедикт Гербест. Попервах вони мешкали в архієрейському палаці, згодом у будинку, що його дала чи винайняла їм побожна львівська патриціянка Зофія Ганльова. Не маючи власного місця для молитов, монахи здійснювали відправи у «жебрацькій» каплиці катедрального собору, слухали сповіді й давали лекції: з моральної теології клірикам та катехизису всім охочим. Опріч того, Нагай доводився особистим духівником шляхтянки Ельжбети Сенявської. 1 квітня 1586 прийняв хіротонію в Кракові, після чого був викликаний єзуїтським провінціалом до м. Ярослав.
Каспер Нагай охопив завзятою і ревною місіонерською працею терени Волині, Поділля, Галичини й навіть Молдови. Був капеланом обозовим. Підтримував будівництво львівського єзуїтського колегіуму (переконавши Станіслава Стадницького стати жертводавцем), орденської резиденції при луцькому біскупі Бернардові Мацейовському (1592) та осередку в Кам'янець-Подільському.
Саме він умовив перейти до латинства двох синів Костянтина Василя Острозького, Януша та Костянтина, тож їхній батько, відданий православному благочестю, татарина, запевно, ненавидів. У 1594–95 роках спільно з М. Лятерном вдалося навернути підляського воєводу Януша Заславського з сім'єю, а також, за твердженням Каспера Несецького, волинського князя Петра Збаразького з дружиною, в 1595 — руського воєводу Костянтина Вишневецького. Плідна діяльність була належно відзначена: 4 серпня 1596 р. у краківськім костелі св. Варвари за участі Бернарда Конфалоньєрі, провінціала єзуїтів в Речі Посполитій, Нагай склав четвертий обіт професса, увійшовши тим самим до складу еліти Товариства Ісуса. Цьому не завадило навіть його «скіфське» поріддя. 
Як свідчить лист Станіслава Жолкевського до Яна Замойського од 25 липня 1594, Каспер Нагай був «віддавна» обізнаний з унійною ініціативою, однак нічого звиш того. У липні 1594 він вів таємні переговори в Бересті із київським митрополитом Михайлом Рагозою, єпископами І. Потієм та К. Терлецьким. Безпосередньо перед самим собором єзуїт прибув до Луцька, де укупі з Бернардом Мацейовським впродовж 2 місяців вів приготування. Сюди ж, до заміської резиденції у Кам'янці, явились проунійні владики. Вони, за одними даними, прийняли католицький символ віри, за іншими — «генеральну сповідь» від Нагая. Було відслужено руську літургію в латинському храмі з проповіддю татарина по-польськи й латинську в православній церкві, яка завершилась казанням по-руськи.
Єзуїтів — П. Скаргу, К. Нагая, М. Лятерну та Ю. Раба — запросили на об'єднавчий собор у Бересті, ймовірно, як теологічних експертів католицьких ієрархів, але справа до диспутів з опонентами не дійшла. Лятерна й Нагай супроводжували Соліковського. У листі Петра Аркудія до Клаудіо Аквавіви (10.11.1596) міститься звістка, що після собору Каспер воротивсь к Луцьку, де в латинській катедрі відбулася святкова літургія за участю К. Терлецького. На ній богослов виголосив свою проповідь. 
Польський дослідник Вацлав Собеський уважав Нагая за «Христового контряничара» (пол. Chrystusowy kontrjanczar), який, на його думку, плекав мрію звільнити Константинополь з-під гніту турків-османів і відродити загальну єдність християнської церкви.